# WHOLE – United Queer Festival

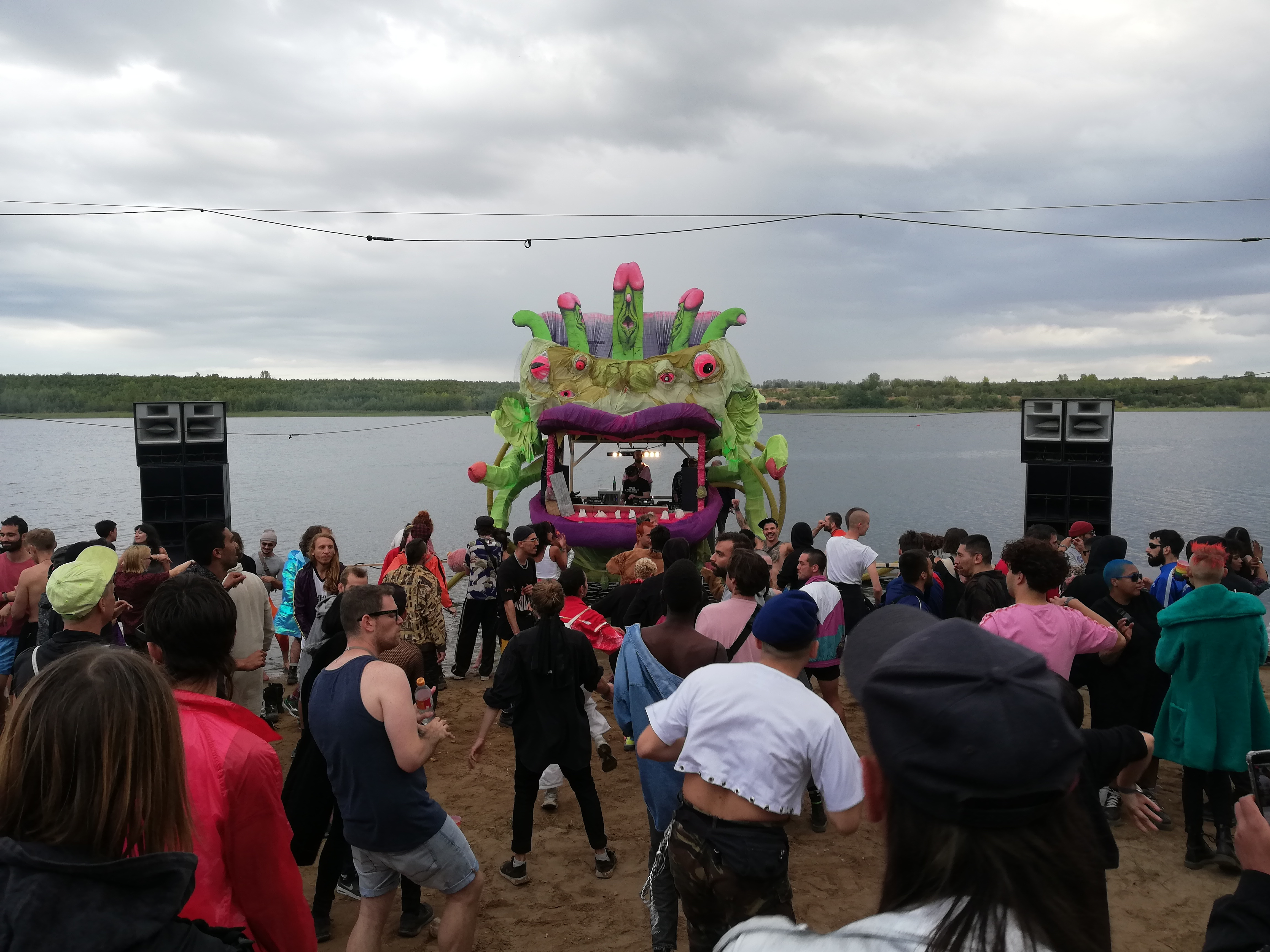
Bühne auf dem Whole Festival 2018

WHOLE – United Queer Festival ist ein queeres Musikfestival, das seit 2017 von einem Zusammenschluss von Berliner Underground-Partykollektiven veranstaltet wird. Es ist das erste queere Festival für elektronische Musik in Europa.
Das Festival fand erstmals von 25. bis 27. August 2017 am Bergheider See in Brandenburg statt, seit der zweiten Ausgabe 2018 ist das Gelände Ferropolis am Gremminer See in Sachsen-Anhalt der Veranstaltungsort. Es wurde von Chris Phillips und Raquel Fedato aus dem Anspruch heraus gegründet, einen geschützten Raum für queere Menschen zu schaffen, den andere elektronische Musikfestivals in Europa nicht boten, queere Parties in Berlin und anderen Städten aber schon.
Unterschiedliche Kollektive sollen mit dem Festival ein gemeinsames Projekt haben, um die queere Szene zusammenzubringen. Zu den Gründungskollektiven zählten Members, Pornceptual, TrashEra, G day, female:pressure, Riot und Liber Null. Andere Berliner Kollektive wie Room 4 Resistance, Lecken, Buttons und CockTail d'Amore sowie Kollektive aus New York (Unter), Lissabon (mina), Mexiko-Stadt (Traición), London (Horse Meat Disco) und anderen Städten kamen später dazu.
Neben elektronischer Musik gibt es verschiedene Performances, Workshops und Installationen. Musiker und andere Kunstschaffende, die auf dem Festival auftreten, sind meist selbst queer. Ein Fokus liegt dabei auf weiblichen, trans und nicht-binären DJs und Performern, die mindestens die Hälfte aller auftretenden Künstler ausmachen sollen. Bekannte Musiker, die auf dem WHOLE auftraten und auftreten, sind etwa Kim Ann Foxman, Octo Octa, Oliver Deutschmann, The Blessed Madonna und Noncompliant.
Resident Advisor empfahl die dritte Ausgabe im Jahr 2019 als eines der weltweit zehn besten Festivals im Juni 2019.